# Nihad Alibegović
Nihad Alibegović (* 1. Januar 1962 in Voljice bei Gornji Vakuf, SFR Jugoslawien, heute Bosnien und Herzegowina) ist ein bosnischer Sänger der Narodna muzika. Er ist insbesondere auf dem Westbalkan sowie in weiteren Teilen Europas bei bosnisch-stämmigen Personen populär.

## Leben
Unmittelbar nach seinem Abitur in Gornji Vakuf begann Nihad Alibegović in der Musikbranche tätig zu werden. So nahm er 1982 in Sarajevo an einem musikalischen Wettbewerb für Amateure aus Bosnien teil, wo er den ersten Platz unter einer Teilnehmerzahl in der Finalrunde von über 1000 Amateursängern erreichte. Bereits zwei Jahre später bringt er sein erstes Album für den Sender RTV-Sarajevo heraus, welcher auch der Organisator des Wettbewerbes war. Bis zum heutigen Zeitpunkt hat er insgesamt elf Alben herausgebracht. Sein aktuellstes Album wurde Ende 2012 unter dem Namen „Samo za nju“ veröffentlicht.

## Sonstiges
Nihad Alibegović ist seit 1989 verheiratet und hat mit seiner Frau Šefika zwei Söhne, Amar und Ademir.

## Diskografie

### Alben
- 1984: Galebe moj
- 1987: Plači sa mnom violino
- 1991: Tebe nema
- 1993: Ljubi, ljubi mene ti
- 1995: Zakletva
- 1999: Zvijezda sreće
- 2003: Nemoj, pa se ne boj
- 2004: Noćas s'tobom ostajem
- 2006: Produži moj život
- 2008: Zelena
- 2010: Blago meni
- 2012: Samo za nju[3]

### Singles (Auswahl)
- 2002: Uvele Su Ruže
- 2004: Ti I Ja, Svijeta Dva
- 2008: Zelena
- 2008: Burma